# Freestyleskiën op de Olympische Winterspelen 2014

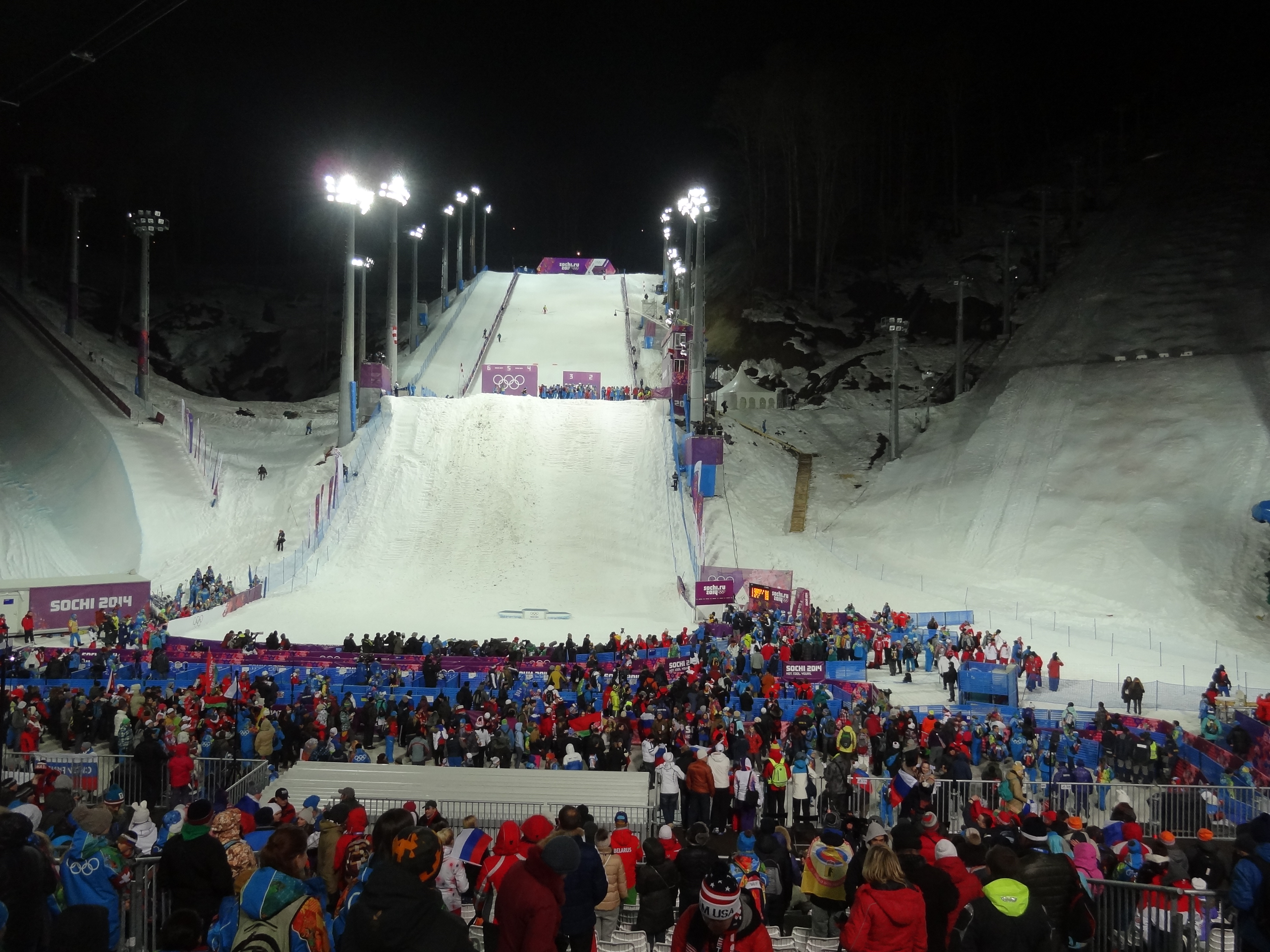
het Rosa Choetor Extreme Park

Freestyleskiën is een van de sportdisciplines die binnen de olympische sport skiën werden beoefend tijdens de Olympische Winterspelen 2014 in Sotsji. De wedstrijden werden gehouden in het Rosa Choetor Extreme Park in Krasnaja Poljana. Ten opzichte van de vorige editie werd het programma uitgebreid met de onderdelen halfpipe en slopestyle, beide voor mannen en vrouwen.

## Wedstrijdschema
| Datum       | Lokale tijd | MET   | Mannen             | Vrouwen            |
| ----------- | ----------- | ----- | ------------------ | ------------------ |
| 06 februari | 18:00       | 15:00 |                    | Moguls             |
| 07 februari | 20:00       | 17:00 | Openingsceremonie  | Openingsceremonie  |
| 08 februari | 18:00       | 15:00 |                    | Moguls             |
| 10 februari | 18:00       | 15:00 | Moguls             |                    |
| 11 februari | 10:00       | 07:00 |                    | Slopestyle         |
| 13 februari | 10:15       | 07:15 | Slopestyle         |                    |
| 14 februari | 17:45       | 14:45 |                    | Aerials            |
| 17 februari | 17:45       | 14:45 | Aerials            |                    |
| 18 februari | 17:45       | 14:45 | Halfpipe           |                    |
| 20 februari | 11:45       | 08:45 | Ski Cross          |                    |
| 20 februari | 18:30       | 15:30 |                    | Halfpipe           |
| 21 februari | 11:45       | 08:45 |                    | Ski Cross          |
| 23 februari | 20:00       | 17:00 | Sluitingsceremonie | Sluitingsceremonie |

## Medailles

### Mannen
| Onderdeel  | Goud | Goud                  | Zilver | Zilver           | Brons | Brons                 |
| ---------- | ---- | --------------------- | ------ | ---------------- | ----- | --------------------- |
| Aerials    | BLR  | Anton Koesjnir        | AUS    | David Morris     | CHN   | Jia Zongyang          |
| Halfpipe   | USA  | David Wise            | CAN    | Micheal Riddle   | FRA   | Kevin Rolland         |
| Moguls     | CAN  | Alexandre Bilodeau    | CAN    | Mikaël Kingsbury | RUS   | Aleksandr Smysjljajev |
| Skicross   | FRA  | Jean-Frédéric Chapuis | FRA    | Arnaud Bovolenta | FRA   | Jonathan Midol        |
| Slopestyle | USA  | Joss Christensen      | USA    | Gus Kenworthy    | USA   | Nick Goepper          |

### Vrouwen
| Onderdeel  | Goud | Goud                    | Zilver | Zilver                | Brons | Brons          |
| ---------- | ---- | ----------------------- | ------ | --------------------- | ----- | -------------- |
| Aerials    | BLR  | Alla Tsoeper            | CHN    | Xu Mengtao            | AUS   | Lydia Lassila  |
| Halfpipe   | USA  | Maddie Bowman           | FRA    | Marie Martinod        | JPN   | Ayana Onozuka  |
| Moguls     | CAN  | Justine Dufour-Lapointe | CAN    | Chloé Dufour-Lapointe | USA   | Hannah Kearney |
| Skicross   | CAN  | Marielle Thompson       | CAN    | Kelsey Serwa          | SWE   | Anna Holmlund  |
| Slopestyle | CAN  | Dara Howell             | USA    | Devin Logan           | CAN   | Kim Lamarre    |

### Medaillespiegel
| Plaats | Land             | NOC    | Goud | Zilver | Brons | Totaal |
| ------ | ---------------- | ------ | ---- | ------ | ----- | ------ |
| 1      | Canada           | CAN    | 4    | 4      | 1     | 9      |
| 2      | Verenigde Staten | USA    | 3    | 2      | 2     | 7      |
| 3      | Wit-Rusland      | BLR    | 2    | 0      | 0     | 2      |
| 4      | Frankrijk        | FRA    | 1    | 2      | 2     | 5      |
| 5      | Australië        | AUS    | 0    | 1      | 1     | 2      |
| "      | China            | CHN    | 0    | 1      | 1     | 2      |
| 7      | Japan            | RUS    | 0    | 0      | 1     | 1      |
| "      | Rusland          | RUS    | 0    | 0      | 1     | 1      |
| "      | Zweden           | SWE    | 0    | 0      | 1     | 1      |
| Totaal | Totaal           | Totaal | 10   | 10     | 10    | 30     |